# Ophiactis canotia
Ophiactis canotia är en ormstjärneart som beskrevs av George Richard Lyman 1879. Ophiactis canotia ingår i släktet Ophiactis och familjen bandormstjärnor. Inga underarter finns listade i Catalogue of Life.